# Avren, Kărdjali
Avren (în bulgară Аврен) este un sat în comuna Krumovgrad, regiunea Kărdjali,  Bulgaria. 

## Demografie
Componența etnică a satului Avren
     Bulgari (43,11%)
     Nicio identificare (54,02%)
     Altele (2,85%)
La recensământul din 2011, populația satului Avren era de 385 locuitori. Nu există o etnie majoritară, locuitorii fiind  și bulgari (43,11%). Pentru 54,02% din locuitori nu este cunoscută apartenența etnică.